# ریزموش پاپشمالوی کوچک
ریزموش پاپشمالوی کوچک (نام علمی: Sminthopsis youngsoni) نام یک گونه از سرده ریزموش‌ها است.